# Trichoniscus carpaticus
Trichoniscus carpaticus är en kräftdjursart som beskrevs av Ionel Grigore Tabacaru 1974. Trichoniscus carpaticus ingår i släktet Trichoniscus och familjen Trichoniscidae. Inga underarter finns listade i Catalogue of Life.